# 6359 Dubinin
6359 Dubinin eller 1977 AZ1 är en asteroid i huvudbältet som upptäcktes den 13 januari 1977 av den rysk-sovjetiske astronomen Nikolaj Tjernych vid Krims astrofysiska observatorium på Krim. Den har fått sitt namn efter Eduard Dubinin.
Asteroiden har en diameter på ungefär 31 kilometer.